# Fred C. Brannon
Fred Curtis Brannon (26 de abril de 1901 - 6 de abril de 1953) foi um cineasta estadunidense dos anos 1940 e 1950, que dirigiu cerca de 40 filmes entre 1945 e 1953, entre Westerns- B e seriados.

## Biografia e carreira
Iniciou sua carreira como encarregado de objetos de cena na Fox Film, e percorreu várias companhias cinematográficas com pequenos trabalhos, até que, em 1944, foi para a Republic Pictures, como anotador, passando em 1945 a diretor. O primeiro filme que Brannon dirigiu foi o seriado The Purple Monster Strikes em 1945, que na verdade foi uma co-direção com Spencer Gordon Bennet.
Seu último filme foi  o seriado Jungle Drums of Africa, em 1953,  porém, mesmo após sua morte, alguns de seus seriados foram reeditados e relançados na televisão, sob títulos, muitas vezes, modificados, como é o caso de Satan's Satellites, lançado em 1958, Cyclotrode 'X', em 1964, R.C.M.P. and the Treasure of Genghis Khan, lançado em 1965, além de D-Day on Mars e Retik the Moon Menace, ambos lançados em 1966. Outro exemplo é Ghost of Zorro, lançado em 1959, que foi produzido com cenas de arquivo dos seriados de Brannon Son of Zorro e Daredevils of the West. Commando Cody: Sky Marshal of the Universe usou cenas de arquivo de King of the Rocket Men.

## Filmografia parcial
- 1945: The Purple Monster Strikes
- 1946: The Phantom Rider (como Fred Brannon)
- 1946: King of the Forest Rangers (como Fred Bannon)
- 1946: Daughter of Don Q
- 1946: The Crimson Ghost
- 1947: Son of Zorro
- 1947: Jesse James Rides Again
- 1947: The Black Widow
- 1948: G-Men Never Forget
- 1948: Dangers of the Canadian Mounted (as Fred Bannon)
- 1948: Adventures of Frank and Jesse James (as Fred Brannon)
- 1949: Federal Agents vs. Underworld, Inc
- 1949: Ghost of Zorro
- 1949: Frontier Investigator
- 1949: King of the Rocket Men
- 1949: Bandit King of Texas
- 1949: The James Brothers of Missouri
- 1949: Radar Patrol vs. Spy King
- 1950: Gunmen of Abilene
- 1950: Code of the Silver Sage
- 1950: Salt Lake Raiders
- 1950: The Invisible Monster
- 1950: Desperadoes of the West
- 1950: Vigilante Hideout
- 1950: Rustlers on Horseback
- 1950: Flying Disc Man from Mars
- 1951: Arizona Manhunt
- 1951: Lost Planet Airmen
- 1951: Government Agents vs Phantom Legion
- 1951: Don Daredevil Rides Again
- 1951: Night Riders of Montana
- 1951: Rough Riders of Durango
- 1952: Radar Men from the Moon
- 1952: Captive of Billy the Kid
- 1952: Wild Horse Ambush
- 1952: Zombies of the Stratosphere
- 1953: Jungle Drums of Africa
- 1955: Commando Cody: Sky Marshal of the Universe
- 1958: Missile Monsters
- 1958: Satan's Satellites
- 1959: Ghost of Zorro
- 1964: Cyclotrode 'X'
- 1965: R.C.M.P. and the Treasure of Genghis Khan (como Fred Brannon)
- 1966: D-Day on Mars
- 1966: Retik the Moon Menace